# 田中央 (屏東縣)
田中央，是台灣屏東縣車城鄉的一個傳統地域名稱，位於該鄉西部。相較於今日行政區，其範圍大致包括田中村不含東北部、福安村北半部、海口村東南端、統埔村西北部邊界地帶中段。
本地區境內主要聚落為頂田中央、下田中央。

## 歷史
台灣日治初期，田中央地區為一街庄，稱為「田中央庄」（舊制街庄），隸屬於興文里。該庄昔日北北西邊與海口庄為鄰，東北東邊與蕃地為鄰，南南東邊與車城庄為鄰，西南西邊臨台灣海峽。
1901年（日治明治三十四年）11月11日，全台廢縣廳改設二十廳，該庄隸屬於恆春廳。1904年（明治三十七年）5月1日，該庄編入「車城區」，隸屬於恆春廳。1909年（明治四十二年）10月25日，全台合併二十廳為十二廳，車城區改隸屬於阿緱廳。1920年（大正九年）10月1日，全台地方制度大改正，廢十二廳改設五州二廳，該庄改制為「田中央」大字，隸屬於高雄州恆春郡車城庄（新制街庄）。
戰後車城庄改制為車城鄉，隸屬於高雄縣，大字亦改制為村。1950年（民國39年）10月1日，高、屏分治，車城鄉改隸屬於屏東縣。
相較於今日行政區，本地區的範圍大致包括田中村不含東北部、福安村北半部、海口村東南端、統埔村西北部邊界地帶中段。

## 聚落
本地區發展較早的聚落為頂田中央、下田中央，在日治期初期的官方地圖上已有記載。

## 交通
省道台26線是楓港至達仁的幹道，路線呈U字形，目前並未全線通車，主要通車路段經過本地區中西部的頂田中央、下田中央聚落。由該道路北行可前往枋山鄉，並止於楓港地區的省道台9線路口；南行可前往恆春鎮、滿州鄉，並止於港口地區的縣道200甲線路口。
鄉道屏151線是海口至竹城仔的道路，經過本地區中東部。
鄉道屏152線是海口至車城的道路，經過本地區西南西邊臨海地區。